# Athanásios Papadópoulos
Ne doit pas être confondu avec Athanasios Papadopoulos (né en 1953), député PASOK d'Achaïe en 2007-09.
Athanásios « Sákis » Papadópoulos (en grec moderne : Αθανάσιος "Σάκης" Παπαδόπουλος), né en 1952 à Trikala, est un homme politique grec.

## Biographie
Médecin, il est diplômé de l'université Aristote de Thessalonique.
Aux élections législatives grecques de janvier 2015, il est élu député au Parlement grec sur la liste de la SYRIZA dans la circonscription de Tríkala. Il est réélu en septembre 2015 et juillet 2019.